# (4676) Uedaseiji
(4676) Uedaseiji est un astéroïde de la ceinture principale.

## Description
(4676) Uedaseiji est un astéroïde de la ceinture principale. Il fut découvert le 16 septembre 1990 à Kitami par Tetsuya Fujii et Kazurō Watanabe. Il présente une orbite caractérisée par un demi-grand axe de 2,40 UA, une excentricité de 0,08 et une inclinaison de 9,0° par rapport à l'écliptique.

## Compléments